# Nanociência
Nanociência é o estudo, o conhecimento das técnicas e manipulação da matéria em escala nanométrica.A nanoescala é definida dentro da faixa de 1 a 100 nm, aproximadamente, onde são observados fenômenos que dependem do tamanho e são distintos dos apresentados por átomos ou moléculas individuais ou ainda na escala macroscópica. Esta definição é complexa pois a principal característica da nanociência é o estudo de  novas propriedades que dependem do tamanho e que podem se manifestar em objetos um pouco maiores que 100 nm, por exemplo. Então um objeto com 200 nm pode ser classificado como um nanomaterial se ele apresentar as propriedades devido as suas dimensões.

## A escala nano
Um nanômetro (nm), que é uma unidade de medida de comprimento, representa um metro dividido por um bilhão, ou seja, 1/109 m ( 0,000.000.001 m).    
Portanto, a nanociência é o estudo da natureza nessa escala - atômica - e a nanotecnologia é a aplicação desse conhecimento para a criação de produtos e serviços. A nanociência está relacionada a diversas áreas do conhecimento humano (engenharia, física, química, biologia, eletrônica, computação, medicina).
A nanociência e a nanotecnologia têm por meta a compreensão e o controle da matéria em escala nanométrica e o conhecimento da natureza na organização da matéria átomo por átomo, molécula por molécula. (“Nano" é um prefixo que vem do grego "nannós" que significa “excessiva pequenez”.). Envolve o conhecimento técnico e científico e a aplicação deste conhecimento através de sua transformação no uso de ferramentas, processos e materiais criados e utilizados a partir de tal conhecimento. 
Um dos feitos mais importantes para o desenvolvimento da nanociência foi a invenção em 1981 do microscópio de varredura por tunelamento eletrônico (scanning tunneling microscope - STM) 
A nanociência tem como objetivo projetar, controlar e modificar materiais em nível quase-microscópico - "mesoscópico" -, o que lhe possibilita influir nas propriedades dos materiais. Produz-se, dessa maneira, "materiais inteligentes" para todo tipo de aplicações.
O físico norte-americano Richard Feymann (1918-1988, ganhador do Nobel de Física em 1985), anteviu a nanociência em 1959, quando, no encontro da Sociedade Americana de Física, propôs uma pergunta simples: "Por que não podemos escrever todos os 24 volumes da Enciclopédia Britânica na cabeça de um alfinete?". A resposta, sustentada por argumentos matemáticos, também era simples: "Basta reduzir em 25 mil vezes o tamanho de tudo o que está escrito na enciclopédia". 
O estudo para compreender as alterações drásticas que as propriedades dos materiais e elementos químicos apresentam em escala nanométrica é essencial para o aproveitamento das novas propriedades, possibilitando a cientistas reorganizar ou desenvolver moléculas e células inteligentes, construir novas estruturas e materiais, dispositivos tecnológicos com finalidades específicas, miniaturização dos dispositivos para economia de espaço e de energia, enfim um mundo que a nanociência quer desvendar.
A utilização das nanotecnologias já é realidade em várias áreas da atividade econômica, revolucionando vários setores e prometendo uma grande revolução tecnológica, muitas das suas aplicações estão voltadas para a área de componentes eletrônicos, vacinas, alimentos, construção civil, agricultura 
O crescimento dessa nova ciência traz preocupações sobre os riscos, especialmente ao meio ambiente, associados ao seu uso. A regulamentação é essencial para prevenir perigos inerentes a sua disseminação. O Brasil ainda hesita para a criação efetiva de normas para o setor, apesar dos esforços do Ministério da Ciência e Tecnologia e Inovação (MCTI), que publicou em 2014 a Regulação da Nanotecnologia no Brasil e na União Europeia.